# ایستگاه راه‌آهن زنجان
ایستگاه راه‌آهن زنجان یک ایستگاه راه‌آهن در شهر زنجان، ایران است.
این ایستگاه که در مسیر خط راه‌آهن تهران-تبریز قرار دارد در ۱۲ مهر ۱۳۱۹ توسط سید محمد سجادی وزیر راه سابق ایران افتتاح شده‌است.
این ایستگاه، مرکز اداره راه‌آهن شمال‌غرب است.